# 三村親澄
三村 親澄（みむら ちかずみ）は、江戸時代の武士。備後福山藩大寄合1000石。
戦国武将三村親成の子孫で、家系としては（親成→親良→親安→親澄）となる。
水野家が5代で断絶となった後、水野家との節義に応え、他家に仕えることなく備中勇崎村に落去した。
子孫には「武士は二君に見（まみ）えず」との遺訓が伝承されている。
墓は福山市北吉津町の曹洞宗慈雲山龍興寺にある。
平内、藤七、孫太夫の三子のうち、平内は広島藩浅野氏、孫太夫は備後福山藩阿部氏に仕え、残った藤七が跡を継いだ。

## 参考資料
- 立石定夫『戦国宇喜多一族』 新人物往来社 1988年 ISBN 4404015119